# Лікарська помилка
До лікарських помилок у практиці юристів та медичних працівників відносять: незловмисне упущення лікаря (або будь-кого з медичного персоналу) в його професійній діяльності, якщо при цьому виключені недбальство, недобросовісність, самовпевненість, байдужість.
Лікарська помилка юридично, незалежно від наслідків, безкарна. Це проблема не юридична (карно – правова), а медична (організаційно – методична). Підміна поняття лікарська помилка на лікарський злочин неприпустима та призводить до деструктивного конфлікту інтересів  пацієнтів та медпрацівників. Це різні діяння з юридичної точки зору, плутати їх, особливо для працівників ЗМІ, недопустимо.

## Причини явища
Немає точних історичних свідчень, кому належить вираз, який будуть певно цитувати завжди: «Errare humanum est» — «Людині властиво помилятися».
Причини помилок можуть бути об'єктивні та суб'єктивні. Перші переважно пов'язані зі зміною поглядів на лікування певної недуги. Комплекс лікувальних заходів, ще зовсім недавно найбільш раціональних, з позицій новітніх досягнень науки може бути кваліфікований як помилковий. Сюди також відносять помилки, допущені лікарями в процесі їх спілкування з пацієнтами як наслідок невиконання основних деонтологічних принципів, невігластва. Суб'єктивні причини: переоцінка лабораторних та інструментальних даних, нелогічне їх осмислення, упереджене ставлення до хворого, особливості психіки лікаря. Згідно з даними літератури на долю суб'єктивних причин лікарських помилок припадає 60 % від загальної їх кількості. Кожен лікар не застрахований від професійних помилок так, як і представники будь-якої іншої професії. Однак через особливості професії медика вони мають особливе суспільне значення.
Природа лікарських помилок у світі різна: в США через неорганізованість, у Мексиці — через бідність, в Україні — через непрофесіоналізм медиків та відсутність у цій галузі генерального менеджменту з боку держави.
На відміну від європейських країн в Україні статистика лікарських помилок не ведеться. До того ж у Положенні про Міністерство охорони здоров'я немає жодного слова про те, що саме ця установа несе відповідальність за життя і здоров'я пацієнтів.
«Часто причинами помилок стають відсутність сучасних стандартів і норм надання медичної допомоги, незнання пацієнтами та лікарями їх прав і обов'язків, перевтома персоналу, а також погана матеріально-технічна база установи», — говорить президент Асоціації медичних працівників Світлана Мартинюк-Гресь.
За її словами, ми звикли дуже часто слухати нарікання на лікувальні установи: медична сестра подала нестерильний матеріал, медична сестра не встигла простерилізувати або не встигла якісно обробити медичні інструменти, але ми ніколи не замислюємось над тим, а чи достатньо тих інструментів у лікувальній установі, чи лікувальна установа спроможна пропустити ту кількість пацієнтів, яка проходить за добу. Люди, що стали жертвами лікарської недбалості, часто дізнаються про це запізно. Адже медики нерідко приховують наслідки своєї некомпетентності. Замість того, щоб запропонувати хворому обстежитися в іншого фахівця, вони продовжують неправильне лікування та виправляють власні помилки у довідках. Відтак халатність лікаря дуже важко довести у суді.